# Carlswerk Glasfabrik
Die Carl-Menzel Carlswerk Glasfabrik war ein produzierendes Unternehmen in Lommatzsch.

## Geschichte
Das Unternehmen wurde 1897 vom Kommerzienrat Carl Menzel begründet, welcher im Mundblasverfahren die Produktion von Tafelglas einführte. Zu Beginn umfasste das Werk zwei Schmelzöfen und einen Streckofen. Nach und nach expandierte die Firma. Die Werke in Lommatzsch sind im Laufe der Zeit auf drei Schmelzöfen und zwei Strecköfen vergrößert worden.

## Bedeutung
Nach allgemeiner Auffassung leitete Menzel mit dem Bau dieser Glasfabrik die industrielle Entwicklung der Stadt tatsächlich ein. Carl Menzel galt als Begründer der Lommatzscher Glasindustrie. Er wurde 1920 Ehrenbürger der Stadt, nachdem bereits 1917 eine Straße seinen Namen erhalten hatte.